# Gravures du Jugement de Salomon de Nicolas Poussin
Les gravures du Jugement de Salomon de Nicolas Poussin sont l'ensemble des œuvres dont la visée est de reproduire et diffuser le tableau du peintre Nicolas Poussin. 

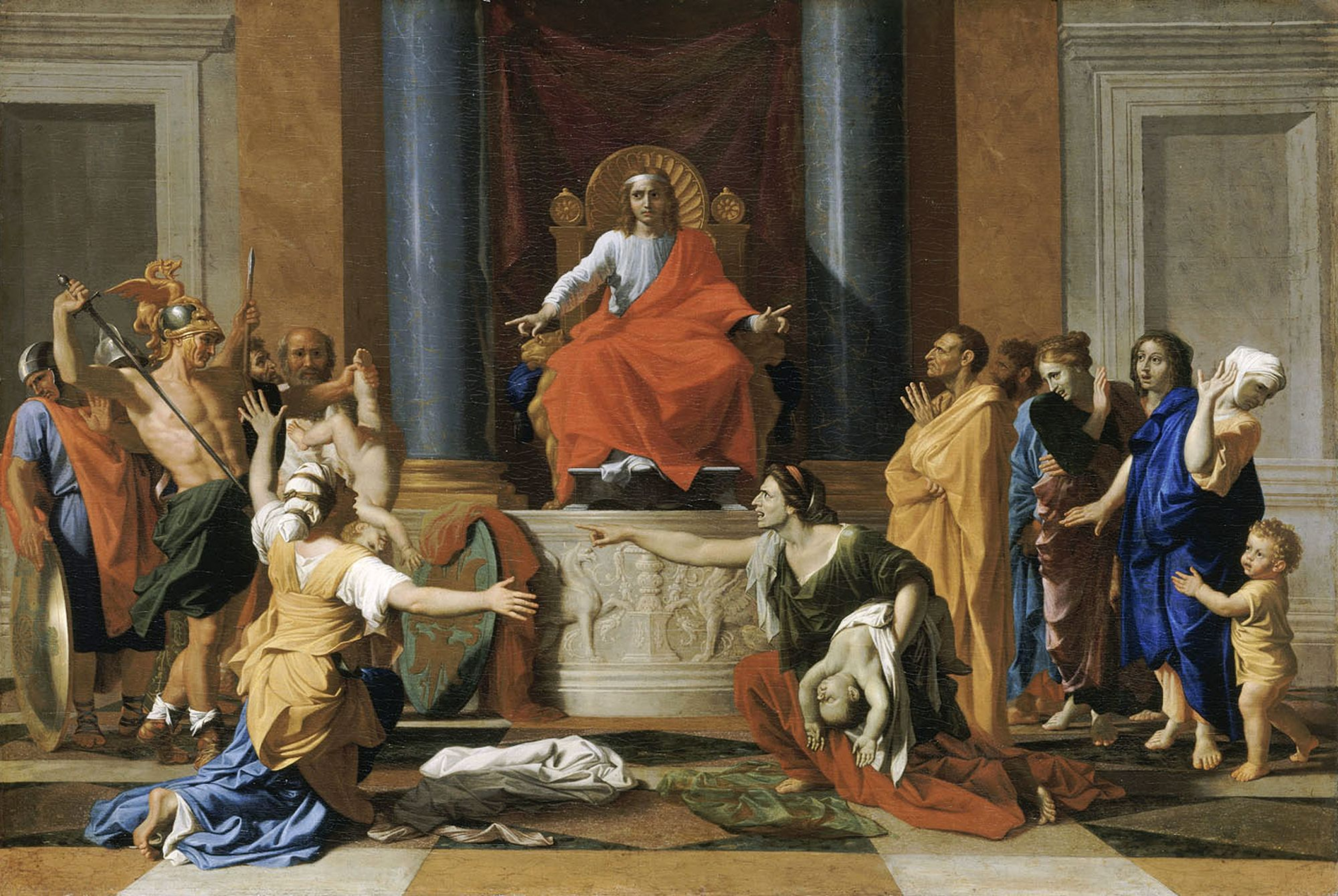
Le Jugement de Salomon, Nicolas Poussin (1649).

Appréciée du milieu artistique pour sa composition rigoureuse et ordonnée, de nombreuses gravures ont été produites au cours des différents siècles suivant la création du tableau original. Le nombre important de ces reproductions atteste de l'impact et de la réussite de l'œuvre originale, vue comme une des expressions les plus abouties des caractéristiques constitutives du classicisme.

## Gravures

### XVIIesiècle
Deux gravures du Jugement de Salomon de Poussin réalisées au XVIIe siècle se disputent le titre de gravure originale. La première de ces deux gravures que la postérité retient est produite par Jean Dughet, le beau-frère de Nicolas Poussin, entre 1653 et 1670. Frère de Gaspard Dughet et d'Anne-Marie Dughet, Jean Dughet est un proche collaborateur et héritiers de nombreux avoirs de Poussin, dont son atelier,. Le 18 octobre 1629, Nicolas Poussin épouse Anne-Marie Dughet et il prend rapidement les frères Dughet sous son aile, un mentorat qui fera de Gaspard un peintre paysagiste reconnu et de Jean un habile graveur,. Jean Dughet devient, au fil des années, l'homme d'affaires et l'homme de confiance du Poussin, et même son exécuteur testamentaire,. En ce qui concerne l'importance de la relation entre les deux hommes, Charles-Philippe de Chennevières-Pointel résume que Poussin « l'a initié de bonne heure aux secrets de son génie de peintre, dont Jean est devenu par l'exercice de l'eau forte, l'un des plus intelligents interprètes ». La gravure au burin que Jean Dughet a produite, une copie en contre-épreuve (le résultat donne l'inverse de l'objet à l'étude), est aux dimensions de 44,8 × 68 centimètres et dédicacée à Camillo Massimo, cardinal et Patriarche latin de Jérusalem,. Deux autres tirages identiques de cette gravure ont été produits, mais avec cette fois-ci l'adresse d'un certain Matteo Giudice,. L'autre gravure de Dughet montrée dans le présent article est l'un de ces deux tirages publiés après la mort de Dughet en 1676, avec en plus les armoiries de la Maison de Mécidis qui ont été étampées dessus,.
Pour Andreas Andresen, un historien de l'art allemand, c'est plutôt la gravure de Guillaume Chasteau qui aurait été la première à être produite d'après Le Jugement de Salomon, mais cette observation s'avère marginale. Andresen décrit l'exécution de Chasteau comme étant à la manière de Jean Pesne, un autre graveur de Poussin spécialiste de la chalcographie, c'est-à-dire un graveur dont la technique d'impression se fait sur du cuivre,. Réalisée elle aussi en contre-épreuve et aux dimensions de 37 × 52,7 centimètres, la gravure est accompagnée d'une double légende, latin et français, dont la traduction en français moderne se lit : « Le sage Salomon a invoqué la Nature pour être arbitre de son Jugement, la véritable mère n'a pu souffrir que son fils fut divisé »,,. Guillaume Chasteau signe sa gravure en bas à droite, en mentionnant ses privilèges royaux découlant de son admission en tant que membre de l'Académie royale de peinture et de sculpture,,. Selon Émile Bellier de La Chavignerie, un historien de l'art français, la gravure de Chasteau a été réalisée en 1680.

L'année 1691 marque l'année de la publication du Tabellæ selectæ ac explicatæ de Charlotte-Catherine Patin, où figure une planche reprenant la gravure que Martial Desbois a produite d'après Le Jugement de Salomon. Une longue description adjacente, écrite en latin, accompagne la gravure : l'introduction s'attarde sur l'importance du sens de la justice en tant que vertu princière, puis est relaté l'histoire de Salomon ainsi que ses mérites. Georges Wildenstein, dans son livre portant sur les graveurs de Poussin au XVIIe siècle, qualifie la gravure de Desbois de médiocre. Dans le coin en bas à droite, l'artiste graveur indique avoir réalisé sa copie en contre-épreuve alors qu'il était à Venise,,. La légende accompagnant la gravure se compose de deux locutions latines, dont la première, en gros caractères, se traduit par « Le plus célèbre des jugements de Salomon », tandis que la seconde, en plus petits caractères, indique qu'il s'agit d'une représentation d'après l'œuvre de Nicolas Poussin,,. Les dimensions de la gravure de Martial Desbois sont de 27,8 × 39,5 centimètres,.

Gravures du Jugement de Salomon de Nicolas Poussin, XVIIe siècle
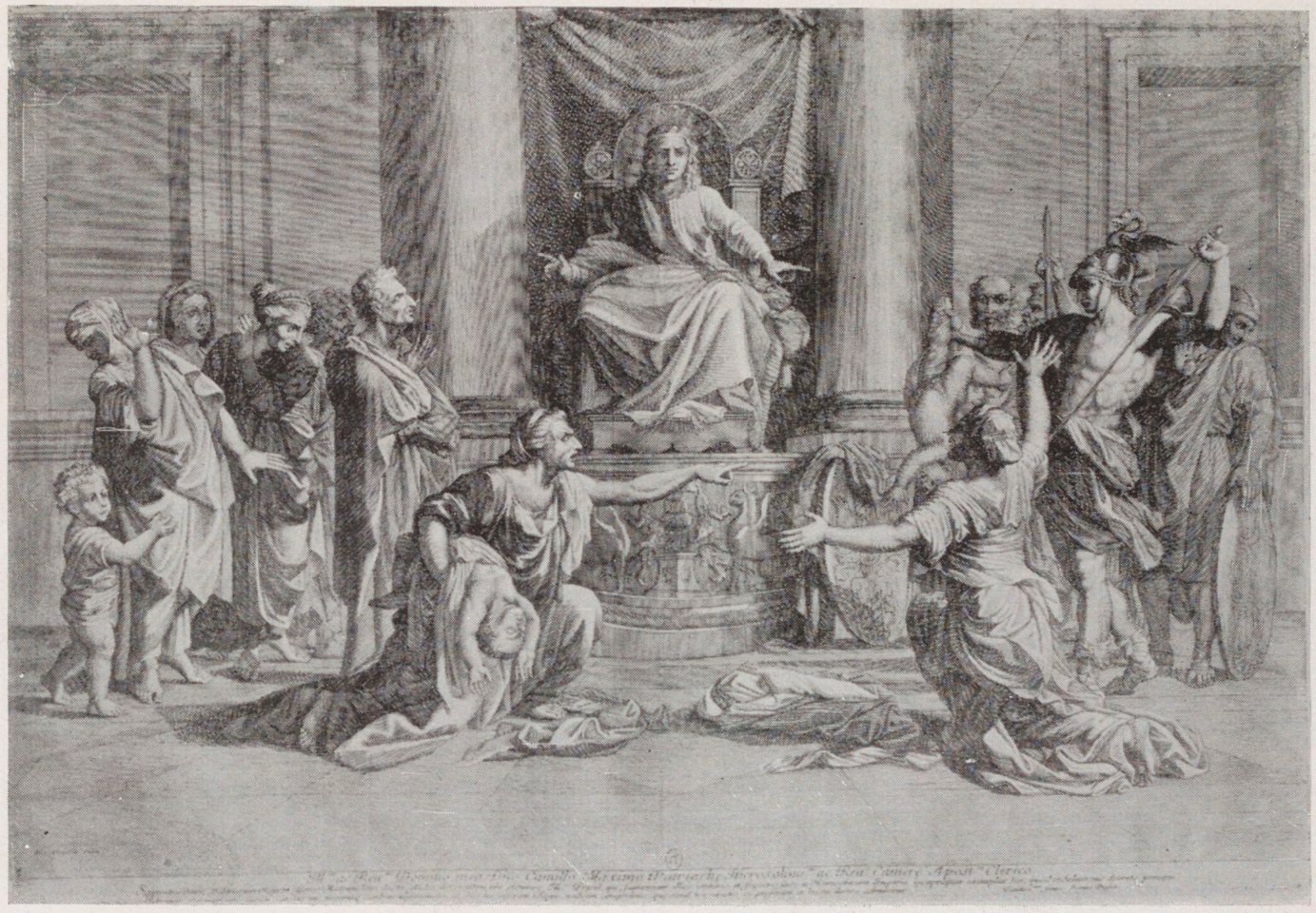
Gravure par Jean Dughet, entre 1653 et 1670[G 1].
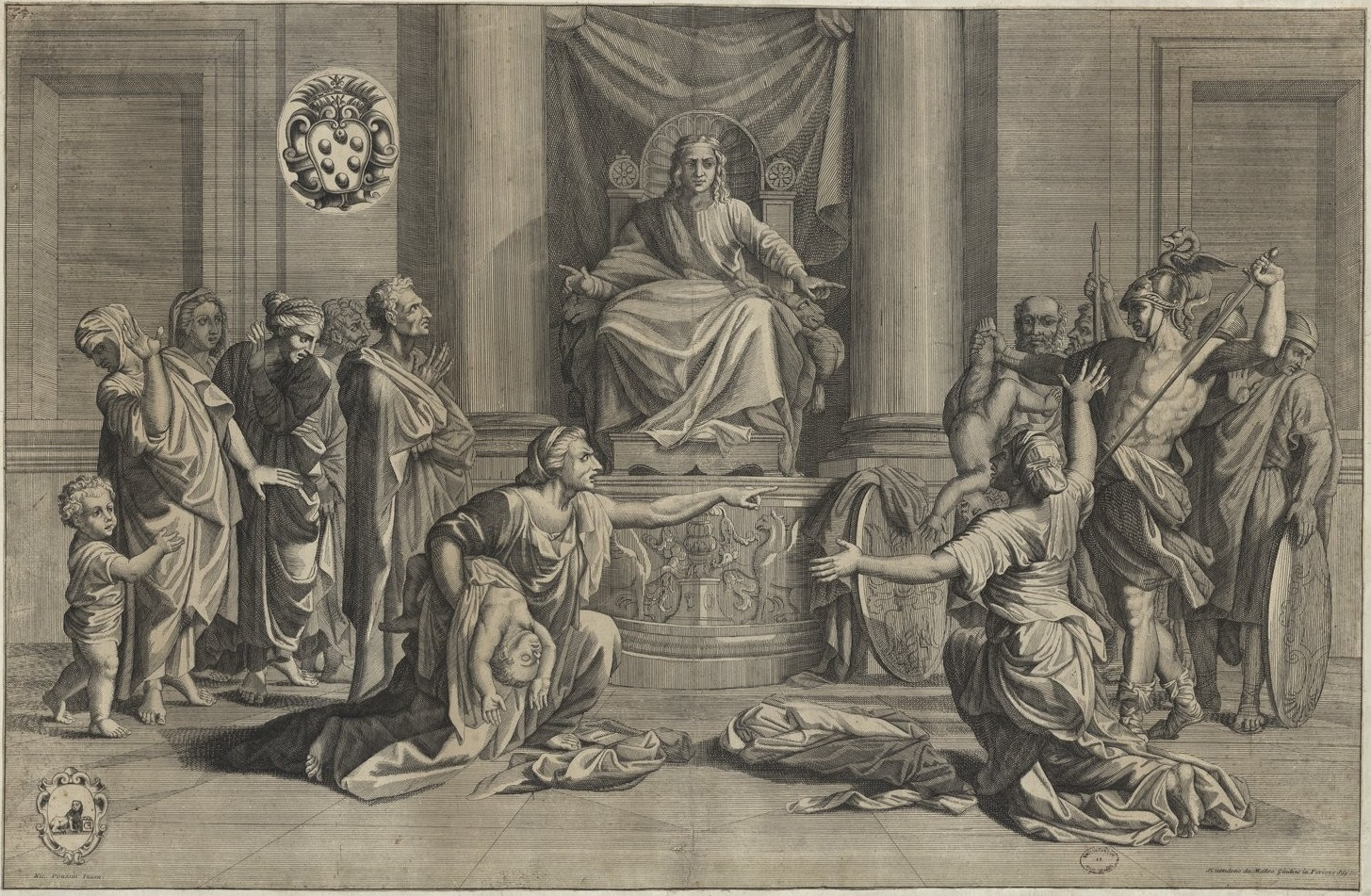
Gravure par Jean Dughet, entre 1653 et 1670[G 2].
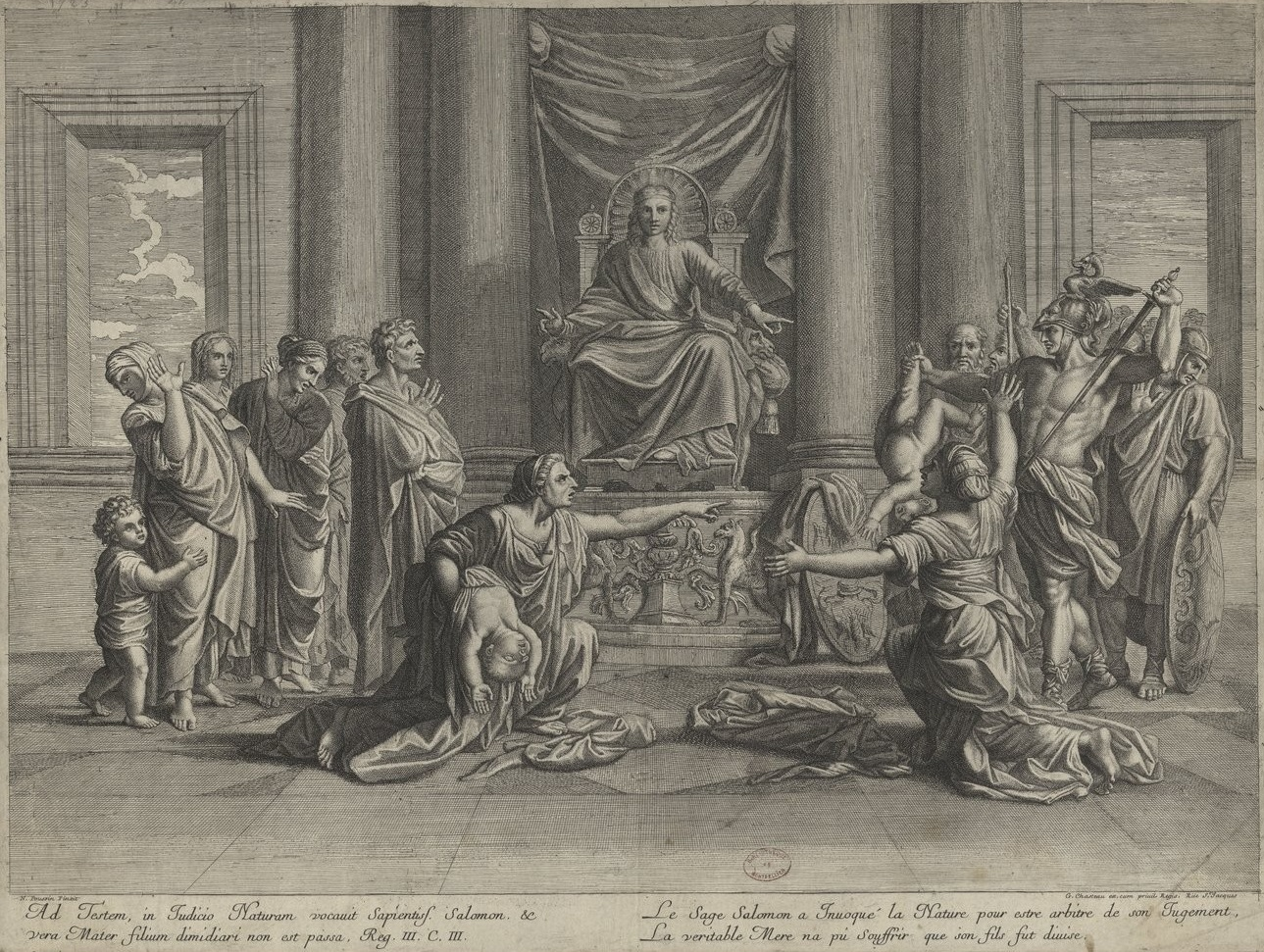
Gravure par Guillaume Chasteau, 1680[G 3].
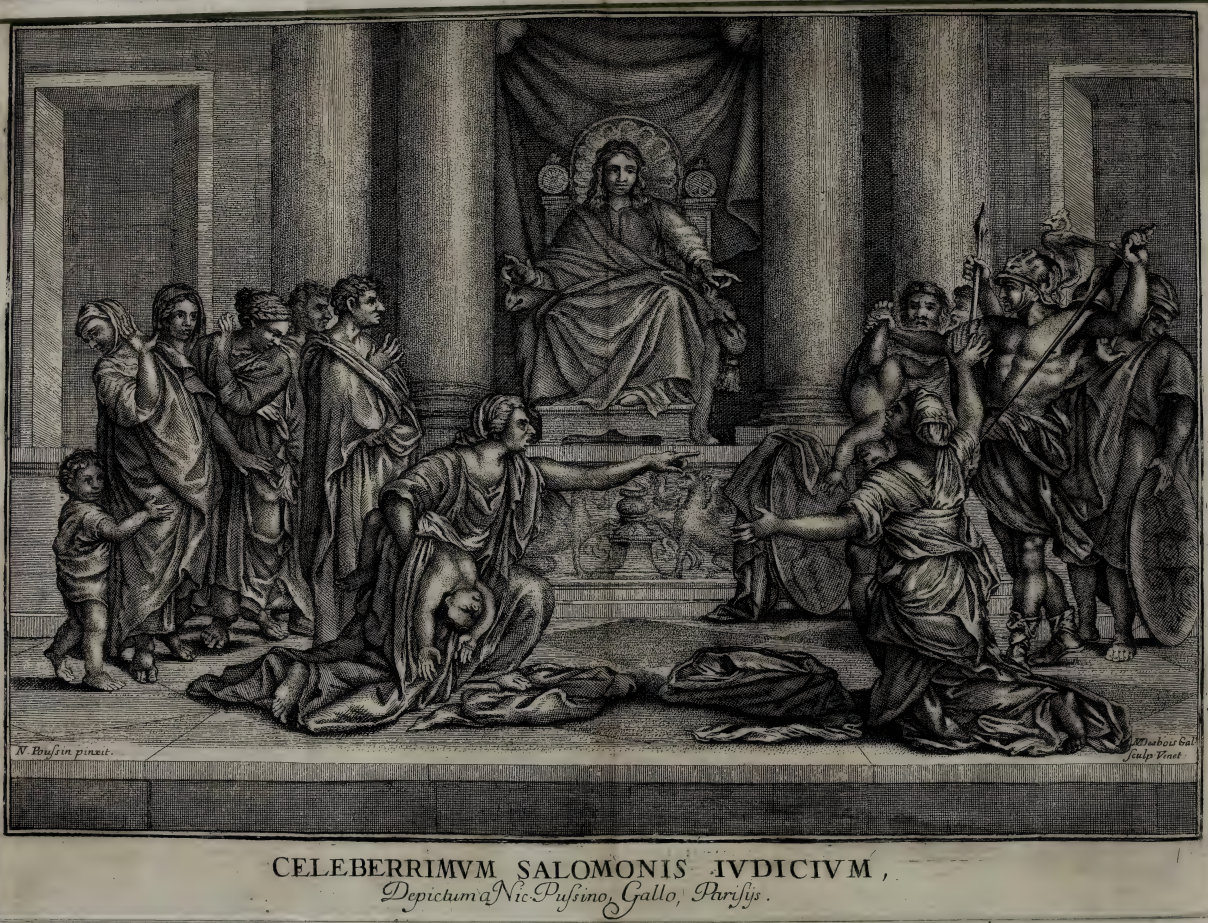
Gravure par Martial Desbois, 1691[G 4].

### XVIIIesiècle
Étienne Gantrel, « graveur du Roy », produit des gravures au burin en taille-douce, c'est-à-dire ce qui est à la base une estampe à partir de laquelle la planche utilisée pour reproduire une œuvre produit un relief,. Il est établi à l'Image St-Maur sur la rue Saint-Jacques, à Paris, ainsi qu'il signe en bas à gauche sa gravure du Jugement de Salomon d'après l'œuvre de Poussin. Aux dimensions de 46,2 × 52,5 centimètres, la date de production de sa copie en contre-épreuve reste incertaine et se place donc autour de 1700,. Selon un inventaire produit par Roger-Armand Weigert (de) dans les années 1960, Gantrel est l'auteur de 291 gravures, certaines illustrant des œuvres d'art alors que d'autres accompagnent la lecture de thèses universitaires. La légende inscrite sous la gravure reprend exactement la même formule bilingue en latin et en français que la gravure produite par Guillaume Chasteau,. La gravure de Gantrel est reproduite et publiée vers 1750 par le marchand d'estampes Robert Hecquet, lui aussi installé à l'Image St-Maur, rue St-Jacques. Mesurant 55 × 74,5 centimètres et réalisée vers 1750, cette estampe en contre-épreuve est aujourd'hui conservée dans les Collections de Montpellier Méditerranée Métropole. Dans la légende qui accompagne l'estampe, Hecquet a décidé de se départir de la double formule latin-français utilisée par ses prédécesseurs pour ne relayer uniquement que le texte en français, soit « Le sage Salomon a invoqué la Nature pour être arbitre de son Jugement, la véritable mère n'a pu souffrir que son fils fut divisé ».
Étienne Baudet, devenu graveur du Roi en 1693, s'est également attelé à la tâche de reproduire fidèlement Le Jugement de Salomon sous forme de gravure, mais n'y est parvenu qu'avec peu de succès,. La gravure remargée en contre-épreuve est cataloguée par Roger-Armand Weigert, qui note ses dimensions comme étant de 45,2 × 69 centimètres,. Baudet réalise cette gravure à Rome tandis que, comme la gravure de Gantrel, faute de date claire, la datation de l'œuvre tourne autour de 1700 également.
Peu de détails sont connus de la gravure produite par Pierre Drevet, dont la datation est elle aussi incertaine et tourne autour de 1700. Son existence est confirmée par Georges Wildenstein dans Les graveurs de Poussin au XVIIe siècle.

Le 101e tome des Estampes relatives à l'Histoire de France de Michel Hennin, une anthologie de textes divers accompagnés d'estampes de gravures, couvre une période allant de 1751 à 1755. À l'intérieur de ce tome se trouve une œuvre anonyme représentant Le Jugement de Salomon de Poussin sous forme de médaillon, avec le mot latin Conservatori en guise de légende,. Six extraits de textes religieux divers accompagnent le médaillon et traitent d'enjeux divers : ceux qui ne respectent pas la volonté de l'Église, l'unité dans la foi, le schisme comme sacrilège et tous ceux qui ont le droit de recevoir la communion, hormis ceux qui ont été condamné par un jugement ecclésiastique ou séculier. Tout en bas à droite est écrit en latin qu'une autre partie de la médaille a été donnée le 18 avril 1752,. L'œuvre anonyme est la seule à se permettre des modifications majeures, dont le retrait des courtisans près du soldat et la pose de ce dernier. Une autre modification, similaire à la gravure de Guillaume Chasteau, est le choix qu'ont fait ces deux artistes d'ouvrir les espaces architecturaux et de les faire donner sur le ciel, comme des fenêtres,.

Gravures du Jugement de Salomon de Nicolas Poussin, XVIIIe siècle
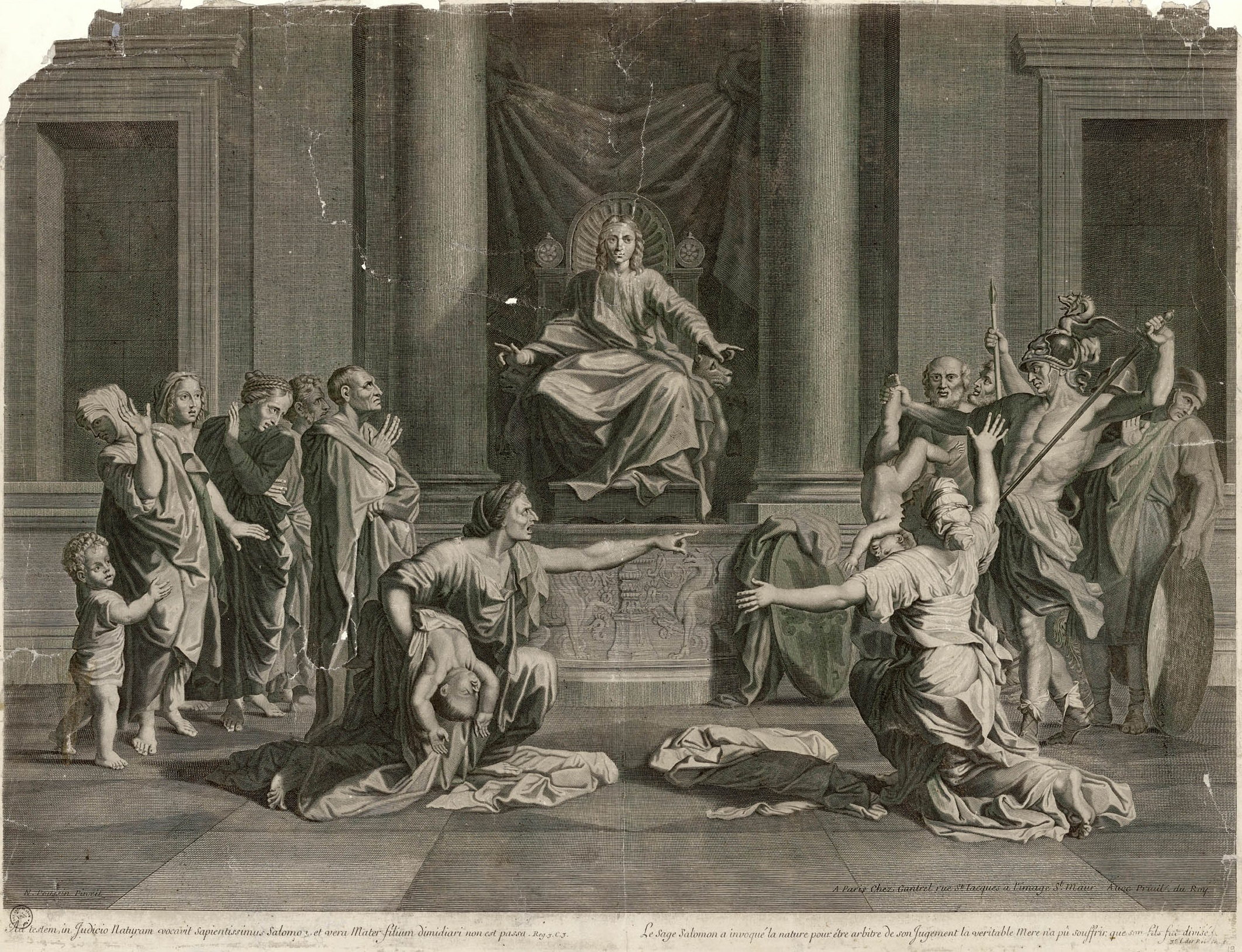
Gravure par Étienne Gantrel, vers 1700[G 5].
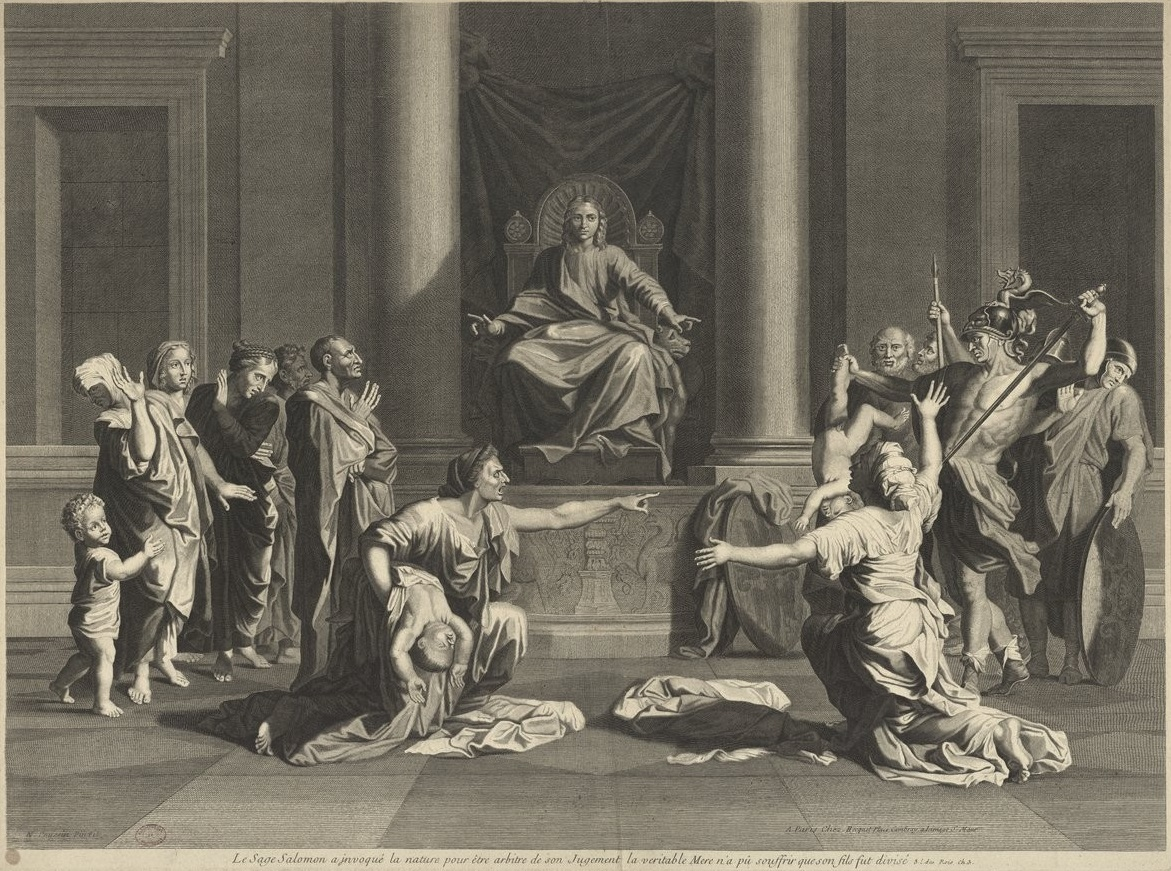
Estampe de la gravure de Gantrel, publiée par Robert Hecquet, vers 1750[G 6].
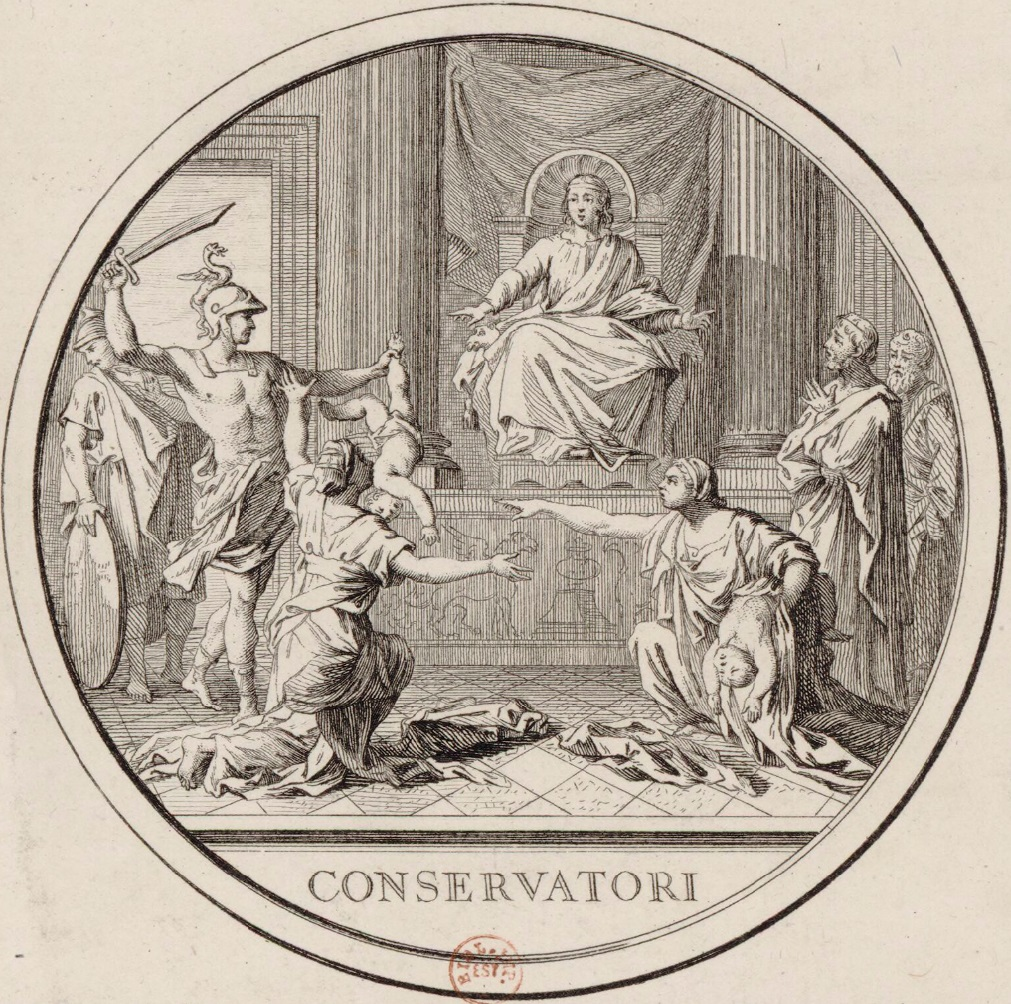
Gravure anonyme, 1752[G 8].

### XIXesiècle
Jean-Auguste-Dominique Ingres, élève de Jacques-Louis David, après avoir remporté le Prix de Rome pour son tableau Achille recevant les envoyés d'Agamemnon, est mandaté en 1802 par le musée du Louvre pour produire une gravure du Jugement de Salomon,. Âgé de 22 ans, il s'agit de la première commande officielle pour le jeune peintre. Sa rémunération, d'abord fixé à 960 francs, est jugée insatisfaisante par Ingres, qui réclame plutôt un salaire de 1 420 francs pour son travail, ce qui lui est refusé. En raison de ce différend d'ordre monétaire, le jeune peintre français abandonne ce projet et la gravure, dont moins du quart avait été complété, reste inachevée. L'ébauche d'Ingres, originellement planifiée pour être une chalcographie aux dimensions de 43,5 × 63 centimètres, est conservée au musée du Louvre. La signature de l'artiste se trouve en bas à droite de la gravure. Une étude de cette gravure inachevée est disponible dans les archives du Louvre,.
Charles-Paul Landon, un graveur et historien de l'art français, assure la direction et la rédaction des Annales du Musée et de l'École moderne des beaux-arts, dont le sixième tome consiste en un recueil de gravures au trait. Dans ce recueil paru en 1804, de nombreuses gravures sont de la main de Charles Normand, Prix de Rome de 1792 et Grand prix d'architecture de 1792, dont un Jugement de Salomon d'après Poussin. Il indique en bas à gauche en latin Pouſsin pinx. et signe en bas à droite C. Normand Sculp,.
Une gravure à l'eau forte au burin représentant Le Jugement de Salomon de Poussin est entamée par le graveur Louis-Yves Queverdo et complétée par Antoine-Claude-François Villerey,. Publiée en 1814 chez Filhol, Artiste-Graveur et éditeur dans le huitième tome du Cours historique et élémentaire de peinture, la gravure est accompagnée d'un texte de la main de Joseph Lavallée. Aux dimensions de 14,7 × 19,5 centimètres, la gravure est réalisée à partir d'un dessin de Denis-Sébastien Leroy,,. Au centre, en bas, est écrit en latin Queverdo. Aq. fo, 1810, puis à gauche est apposée la signature de Villerey,.
La gravure qui nous est parvenu du Jugement de Salomon d'Antoine-Alexandre Morel est une épreuve avant la lettre, c'est-à-dire qu'il s'agit de l'une des premières épreuves de la gravure avant qu'une légende (la lettre) ait été gravé dessus par un autre procédé d'imprimerie,,. Morel, lui aussi un élève de David, est un graveur à l'eau forte au burin,. Complétée en 1825, la gravure est aux dimensions de 58,5 × 78,9 centimètres,. La même année, plusieurs épreuves sont affichées comme en vente par le Journal général d'annonces des œuvres de musique, gravures, lithographies, le prix des gravures variant entre 50 francs pour une épreuve avec lettre et 100 francs pour une épreuve avant la lettre.
Dans les Œuvres complètes de Nicolas Poussin, un catalogue illustré de gravures au trait publié en 1845 publié chez Librairie de Firmin Didot Frères, Éditeurs, de nombreuses œuvres de Marie-Pauline Soyer y figurent, dont un Jugement de Salomon d'après Poussin. Très peu de détails sont connus de la vie de Soyer, sinon qu'elle est la fille de Charles-Paul Landon, l'artiste graveur. La légende en bas à gauche indique Pouſsin pinx., et elle signe en bas à droite Mme Soyer,.

Il n'existe que peu d'information concernant la gravure produite par l'Italien Angelo Testa, un graveur au burin né vers 1775 et travaillant à Rome. Son travail est mentionné dans les livres d'Andreas Andresen et Frédéric Villot,. Même son de cloche pour une gravure à l'eau-forte et en taille-douce anonyme paru en 1806 dans la Vie de Nicolas Poussin, écrit par Pierre-Marie Gault de Saint-Germain,.

Gravures du Jugement de Salomon de Nicolas Poussin, XIXe siècle
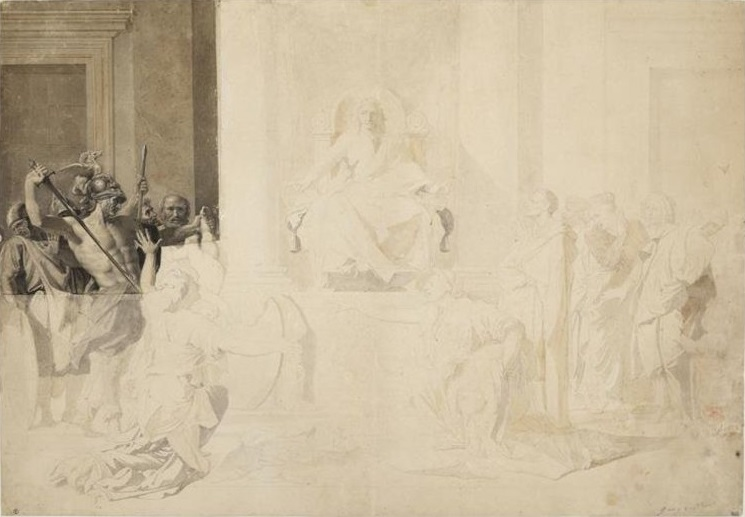
Gravure inachevée par Jean-Auguste-Dominique Ingres, 1802[G 9].
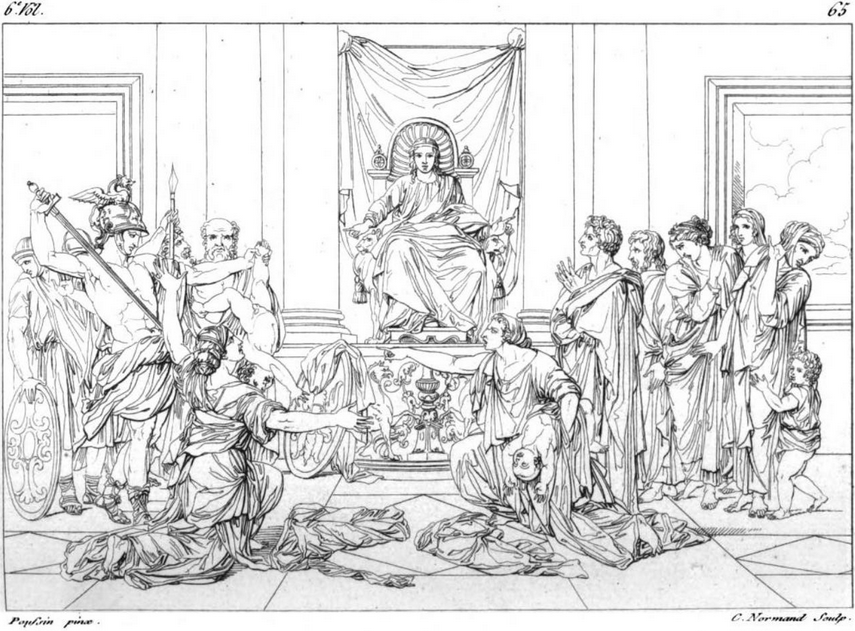
Gravure par Charles Normand, 1804[G 10].
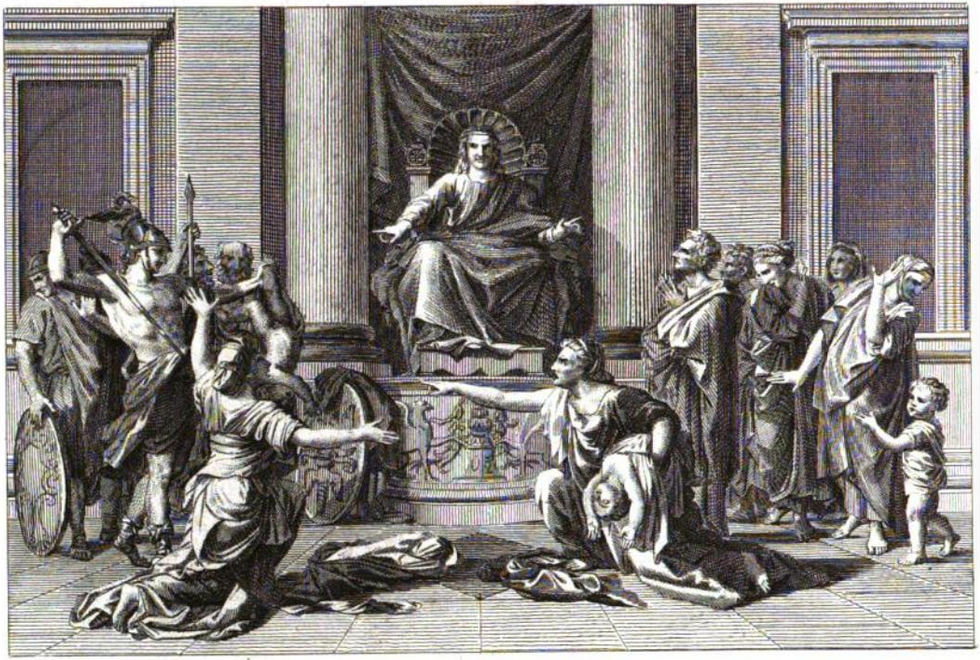
Gravure anonyme, 1806[G 14].
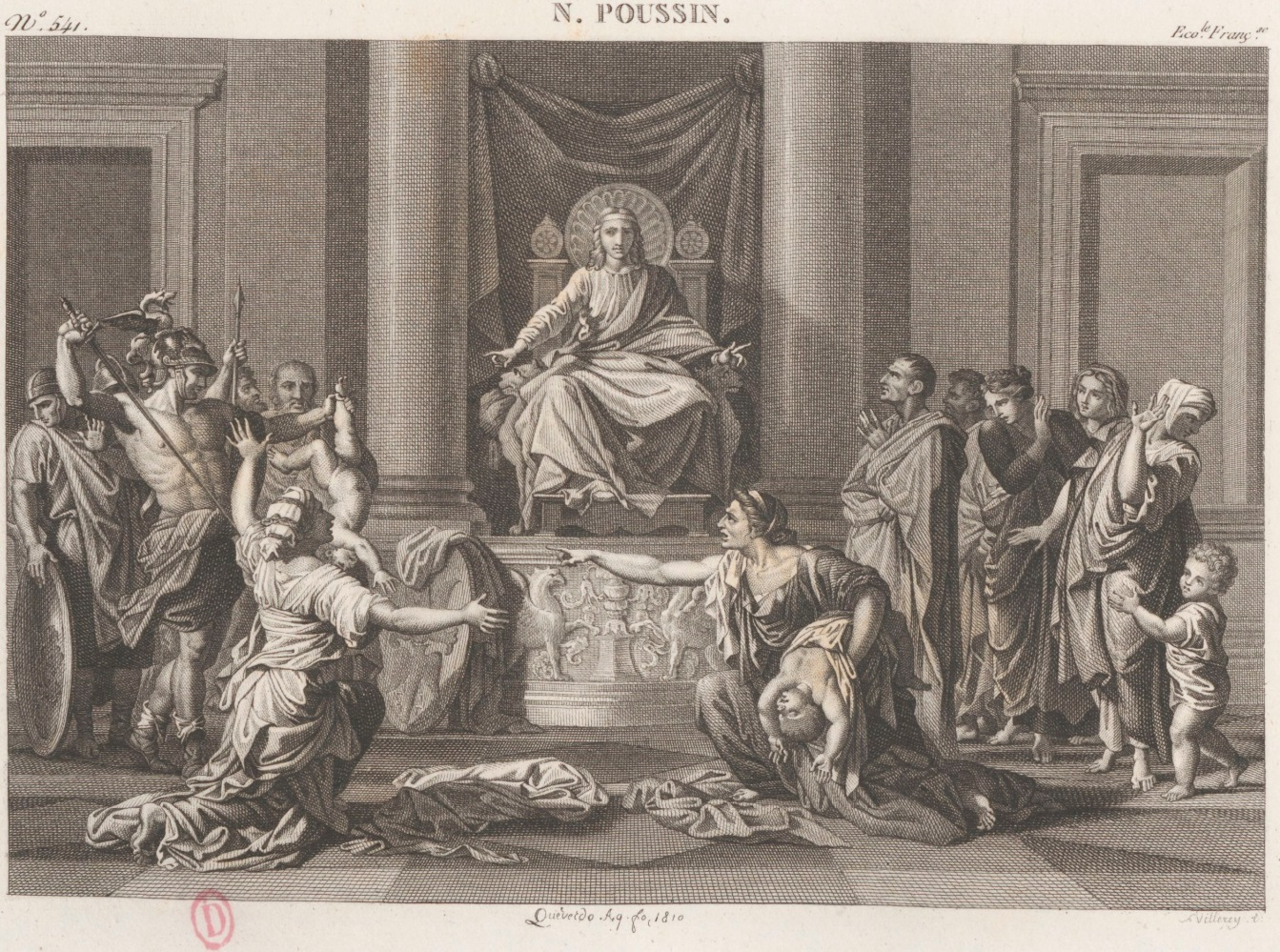
Gravure par Louis-Yves Queverdo et Antoine-Claude-François Villerey, vers 1810[G 11].
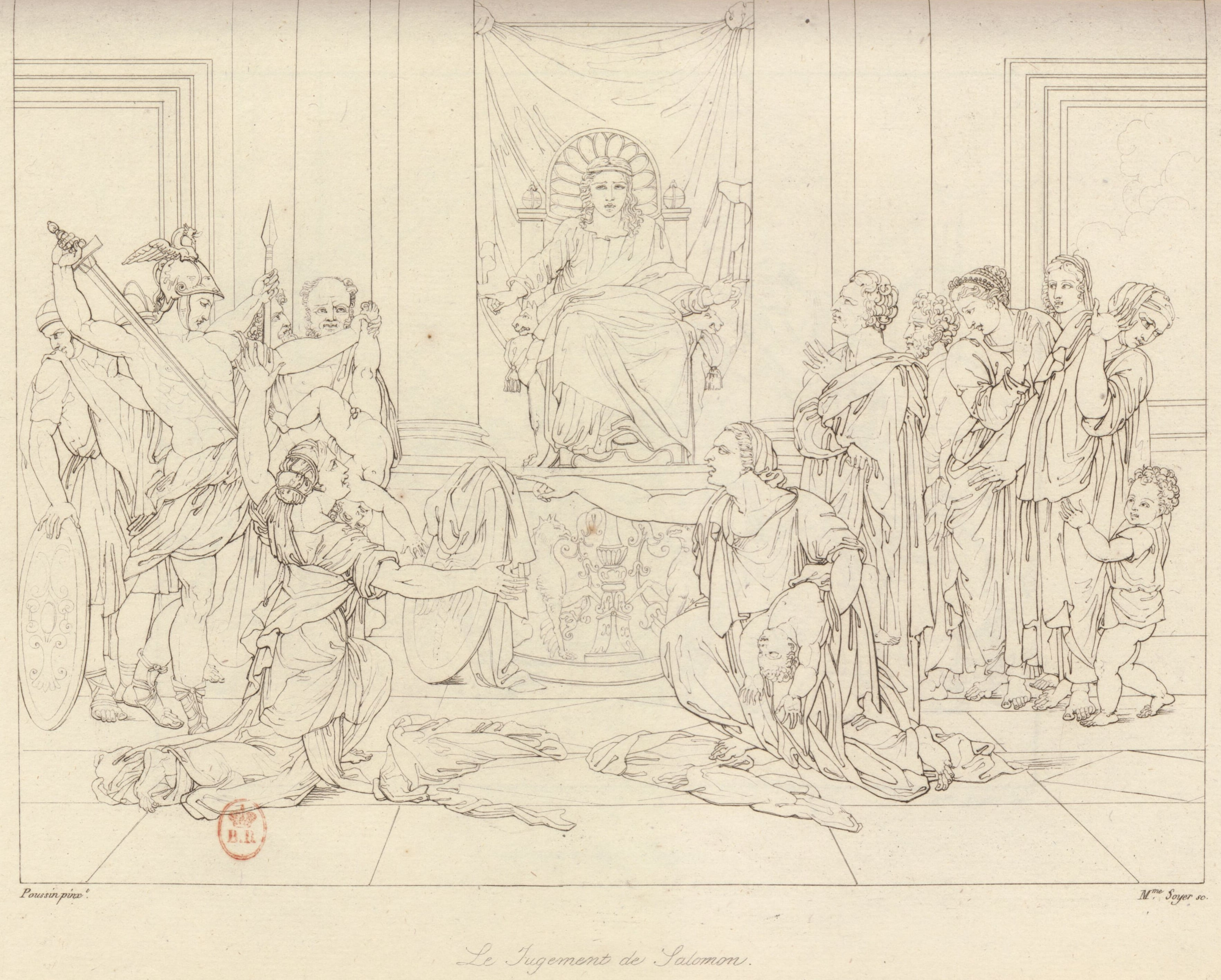
Gravure par Marie-Pauline Soyer, vers 1810-1817[G 13].
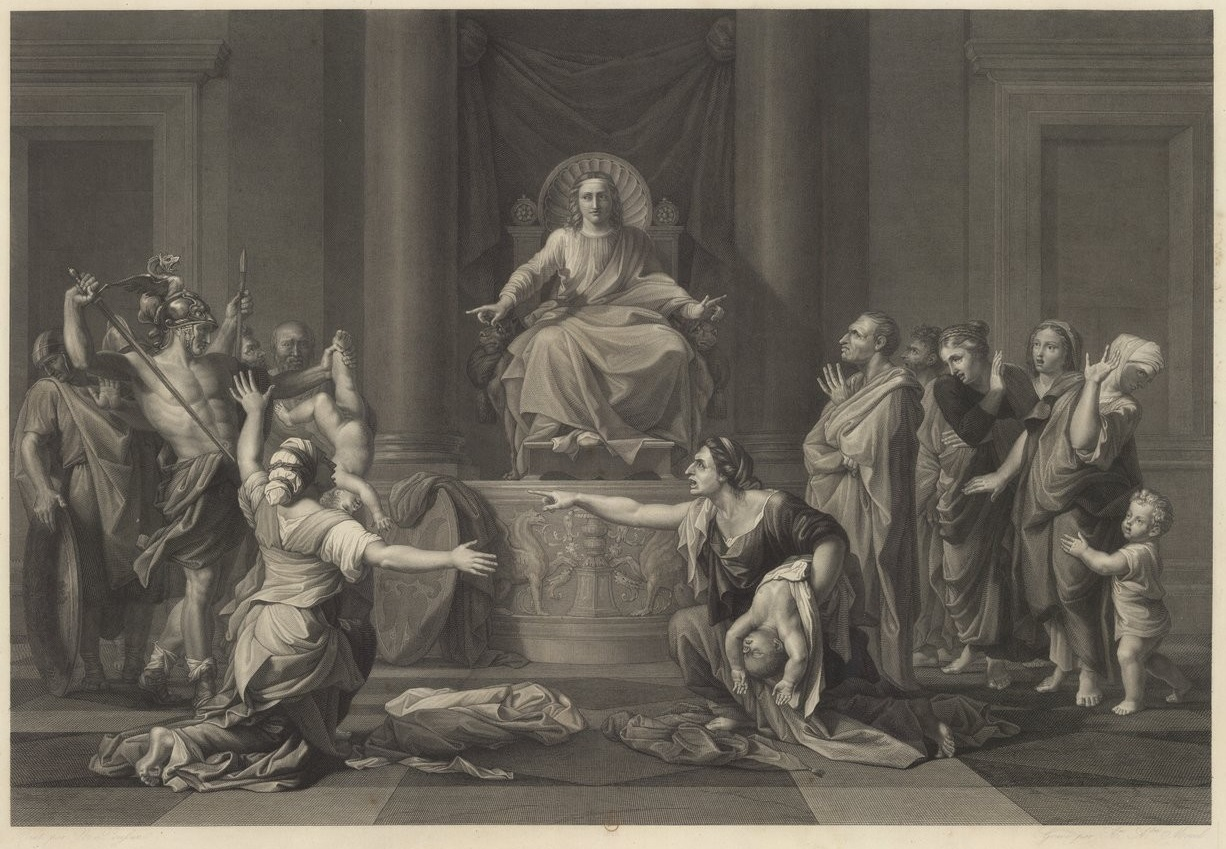
Gravure par Antoine-Alexandre Morel, 1825[G 12].

### Œuvres citées

#### Gravures
1. 1 2  Jean Dughet, Le Jugement de Salomon, d'après Nicolas Poussin, entre 1653 et 1670, gravure au burin, 44,8 × 68 centimètres. Source : Georges Wildenstein, Les graveurs de Poussin au XVIIe siècle, Presses universitaires de France, 1957, Paris, p. 54.
2. 1 2  Jean Dughet, Le Jugement de Salomon, d'après Nicolas Poussin, entre 1653 et 1670, gravure au burin, 46,5 × 71 centimètres, Département des estampes et de la photographie de la Bibliothèque nationale de France, Paris.
3. 1 2 3 4  Guillaume Chasteau, Le Jugement de Salomon, d'après Nicolas Poussin, 1680, gravure au burin, 37 × 52,7 centimètres, Bibliothèque nationale de France, Paris.
4. 1 2 3  Martial Desbois, Le Jugement de Salomon, d'après Nicolas Poussin, 1691, gravure, 27,8 × 39,5 centimètres. Source : Charlotte-Catherine Patin, Tabellæ selectæ ac Explicatæ, Ex Typographia Seminarii, 1691, Padoue, Italie, p. 18-19.
5. 1 2  Étienne Gantrel, Le Jugement de Salomon, d'après Nicolas Poussin, vers 1700, gravure au burin en taille-douce, 46,2 × 52,5 centimètres, Bibliothèque municipale de Lyon.
6. 1 2  Étienne Gantrel, Le Jugement de Salomon, d'après Nicolas Poussin, version publiée par Robert Hecquet, vers 1750, estampe d'une gravure, 55 × 74,5 centimètres, Bibliothèque nationale de France, Paris.
7. ↑  Étienne Baudet, Le Jugement de Salomon, d'après Nicolas Poussin, vers 1700, gravure, 45,2 × 69 centimètres.
8. 1 2 3 4 5  Anonyme, Le Jugement de Salomon, d'après Nicolas Poussin, 1752, gravure, médaillon circulaire. Source : Michel Hennin et Georges Duplessis, Estampes relatives à l'Histoire de France. Tome 101, Pièces 8702-8788, période : 1751-1755, A. Picard, 1881, Paris, Pièce 8729.
9. 1 2  Jean-Auguste-Dominique Ingres, Le Jugement de Salomon, d'après Nicolas Poussin, 1802, crayon de graphite, pinceau, lavis gris et brun, pierre noire et rehauts de blanc, 43,5 × 63 centimètres, Département des arts graphiques du musée du Louvre, Paris, France.
10. 1 2  Charles Normand, Le Jugement de Salomon, d'après Nicolas Poussin, 1804, gravure au trait. Source : Charles-Paul Landon, Annales du musée et de l'école moderne des beaux-arts - Tome sixième, Imprimerie des Annales du musée, 1804, Paris, Planche 65, p. 137-138.
11. 1 2  Louis-Yves Queverdo et Antoine-Claude-François Villerey, Le Jugement de Salomon, d'après Nicolas Poussin, vers 1810, gravure au burin, 14,7 × 19,5 centimètres. Source : Joseph Lavallée Cours historique et élémentaire de peinture, ou Galerie du Musée central de France - Tome huitième, Imprimerie de Gillé Fils, 1814, Paris, Planche 541.
12. 1 2  Antoine-Alexandre Morel, Le Jugement de Salomon, d'après Nicolas Poussin, 1825, gravure à l'eau forte au burin, 58,5 × 78,9 centimètres, Département des estampes et de la photographie de la Bibliothèque nationale de France, Paris.
13. 1 2  Marie-Pauline Soyer, Le Jugement de Salomon, d'après Nicolas Poussin, vers 1810-1817, gravure au trait. Source : Œuvres complètes de Nicolas Poussin - Tome premier, Librairie de Firmin Didot Frères, Éditeurs, vers 1810-1817, Paris, Planche 17.
14. 1 2  Anonyme, Le Jugement de Salomon, d'après Nicolas Poussin, 1806, gravure à l'eau-forte et taille-douce. Source : Vie de Nicolas Poussin, Pierre-Marie Gault de Saint-Germain, P. Didot L'Aîné, Imprimeur, 1806, Paris, Planche XXXV.

#### Études
1. ↑  Jean-Auguste-Dominique Ingres, Le Jugement de Salomon, d'après Nicolas Poussin, 1802, crayon de graphite, pinceau, lavis gris et brun, pierre noire, papier filigrané, 43,5 × 63 centimètres, Département des arts graphiques du musée du Louvre, Paris, France.

#### Dessins
1. ↑  Denis-Sébastien Leroy, Le Jugement de Salomon, d'après Nicolas Poussin, vers 1800, aquarelle, 11 × 16 centimètres, Musée Baron-Martin, Gray, France. Voir en ligne.